# 几内亚磨盘草
几内亚磨盘草（学名：Abutilon guineense）为锦葵科苘麻属下的一个种。

## 扩展阅读
- 維基物種上的相關：几内亚磨盘草